# Вирости
Вирости — зерна високотемпературних мінералів, які доросли в осадових товщах. У циркону вони мають вигляд зубців на поверхні округлих зерен, у ґранату — утворюють ступінчасту поверхню та ін.